# Lyonel Feininger
Lyonel Feininger (Nova Iorque, 17 de junho de 1871 — Nova Iorque, 13 de janeiro de 1956) foi um pintor, artista, fotógrafo, ilustrador, artista de história em quadrinhos estadunidense. 

## Carreira
Ele também trabalhou como caricaturista. Ele nasceu e cresceu em Nova York, viajando para a Alemanha aos 16 anos para estudar e aperfeiçoar sua arte. Iniciou sua carreira como cartunista em 1894 e obteve muito sucesso nessa área. Ele também foi caricaturista comercial por 20 anos para revistas e jornais nos EUA e na Alemanha. Aos 36 anos, começou a trabalhar como artista plástico. Ele também produziu uma grande quantidade de trabalhos fotográficos entre 1928 e meados da década de 1950, mas os manteve principalmente em seu círculo de amigos. Foi também pianista e compositor, com várias composições para piano e fugas para órgão existentes.

## Obras selecionadas
- 1907, Der weiße Mann, (Collection Museo Carmen Thyssen-Bornemisza, Madrid)
- 1910, Straße im Dämmern, (Sprengel Museum, Hannover)
- 1913, Gelmeroda I, (Private collection, New York)
- 1913, Leuchtbake, (Museum Folkwang, Essen, Germany)
- 1916, Grüne Brücke II (Green Bridge II), (North Carolina Museum of Art, Raleigh)
- 1918, Teltow II, (Neue Nationalgalerie, Berlin)
- 1918, "Yellow Streets II", (Musée des Beaux-Arts de Montréal, Montréal)
- 1920, Ostsee-Segelboote II, (Private collection, Wichita, KS)
- 1922, Church of Heiligenhafen, (Reynolda House Museum of American Art, Winston-Salem, NC)
- 1925, Barfüßerkirche in Erfurt I, (Staatsgalerie Stuttgart)
- 1926, Barfüßerkirche II (Church of the Minorities II)
- 1929, Halle, Am Trödel, (Bauhaus-Archive, Berlin)
- 1931, Die Türme über der Stadt (Halle), (Museum Ludwig, Köln)
- 1936, Gelmeroda XIII, (Metropolitan Museum of Art, New York)
- 1940, The River, (Worcester Art Museum, MA)